# NK Varaždin Varaždin
Nogometni klub Varaždin sportsko dioničko društvo hrvatski je nogometni klub iz Varaždina, koji se trenutačno natječe u HNL-u.

## Povijest
Osnovan je 2012. pod imenom NK Varaždin Škola nogometa unutar NK Varaždina kojeg je nasljedio. Prvotni klub osnovan je 1931. te je dotad nosio imena Slavija, Tekstilac, Varteks i Varaždin. 
Godine 2015. prvotni klub je preimenovan u Varaždinski športski nogometni klub Varaždin, skraćeno VŠNK, te je otišao u stečaj, dok je klub nasljednik preimenovan u Nogometni klub Varaždin Varaždin, skraćeno NK Varaždin. Potonji klub je kao prvak 1. ŽNL Varaždinske trebao igrati Međužupanijsku ligu, no kako nitko iz Međužupanijske lige nije htio ići u 3. HNL – Istok, ispražnjeno mjesto popunio je klub nasljednik koji je zauzeo poziciju prvotnog kluba.
U sezoni 2018./19. osvojio je 2. HNL te se tako nakon 7 godina prvoligaški nogomet vratio u Varaždin. U sezoni 1. HNL 2020./21. ispao je iz lige kao posljednja momčad, no već iduće sezone ponovno je izborio plasman u najviši rang osvajanjem 2. HNL. Varaždin je u sezoni 2024./25. ostvario 4. mjesto i izborio kvalifikacije za Konferencijsku ligu.

## Uspjesi
2. HNL
- prvak: 2018./19., 2021./22.
- doprvak: 2017./18.

3. HNL – Istok
- doprvak: 2016./17.

1. ŽNL Varaždinska
- prvak: 2014./15.

Kup ŽNS Varaždin
- osvajač: 2016./17., 2017./18., 2018./19., 2019./20.
- finalist: 2015./16.

### Mlađe kategorije
Hrvatski juniorski kup
- osvajač: 2021./22.

## Pregled po sezonama
| sezona                       | rang lige                   | liga                        | poz.                        | klubova u ligi              | ut                          | pob                         | ner                         | por                         | gol+                        | gol-                        | bod                         | napomene                    | izvori                      |
| Varaždin ŠN / Varaždin – ŠN  | Varaždin ŠN / Varaždin – ŠN | Varaždin ŠN / Varaždin – ŠN | Varaždin ŠN / Varaždin – ŠN | Varaždin ŠN / Varaždin – ŠN | Varaždin ŠN / Varaždin – ŠN | Varaždin ŠN / Varaždin – ŠN | Varaždin ŠN / Varaždin – ŠN | Varaždin ŠN / Varaždin – ŠN | Varaždin ŠN / Varaždin – ŠN | Varaždin ŠN / Varaždin – ŠN | Varaždin ŠN / Varaždin – ŠN | Varaždin ŠN / Varaždin – ŠN | Varaždin ŠN / Varaždin – ŠN |
| ---------------------------- | --------------------------- | --------------------------- | --------------------------- | --------------------------- | --------------------------- | --------------------------- | --------------------------- | --------------------------- | --------------------------- | --------------------------- | --------------------------- | --------------------------- | --------------------------- |
| 2012./13.                    | V.                          | 2. ŽNL Varaždin – Istok     | 3.                          | 12                          | 22                          | 14                          | 3                           | 5                           | 71                          | 24                          | 45                          |                             |                             |
| 2013./14.                    | V.                          | 2. ŽNL Varaždin – Istok     | 3.                          | 12                          | 22                          | 14                          | 4                           | 4                           | 62                          | 24                          | 46                          |                             |                             |
| 2014./15.                    | V.                          | 1. ŽNL Varaždinska          | 1.                          | 16                          | 30                          | 21                          | 5                           | 4                           | 81                          | 38                          | 68                          |                             |                             |
|                              |                             |                             |                             |                             |                             |                             |                             |                             |                             |                             |                             |                             |                             |
| Varaždin / Varaždin Varaždin |                             |                             |                             |                             |                             |                             |                             |                             |                             |                             |                             |                             |                             |
| 2015./16.                    | III.                        | 3. HNL – Istok              | 11.                         | 16                          | 30                          | 10                          | 4                           | 16                          | 40                          | 47                          | 34                          |                             |                             |
| 2016./17.                    | III.                        | 3. HNL – Istok              | 2.                          | 16                          | 30                          | 18                          | 6                           | 6                           | 53                          | 27                          | 60                          |                             |                             |
| 2017./18.                    | II.                         | 2. HNL                      | 2.                          | 12                          | 33                          | 18                          | 7                           | 8                           | 50                          | 32                          | 61                          | kvalifikacije za 1. HNL     |                             |
| 2018./19.                    | II.                         | 2. HNL                      | 1.                          | 14                          | 26                          | 16                          | 3                           | 7                           | 40                          | 30                          | 51                          |                             |                             |
| 2019./20.                    | I.                          | 1. HNL                      | 8.                          | 10                          | 36                          | 9                           | 9                           | 18                          | 29                          | 50                          | 36                          |                             |                             |
| 2020./21.                    | I.                          | 1. HNL                      | 10.                         | 10                          | 36                          | 6                           | 10                          | 20                          | 30                          | 61                          | 28                          | relegacija u 2. HNL         |                             |
| 2021./22.                    | II.                         | 2. HNL                      | 1.                          | 16                          | 30                          | 19                          | 6                           | 5                           | 56                          | 29                          | 63                          | promocija u HNL             |                             |
| 2022./23.                    | I.                          | HNL                         | 6.                          | 10                          | 36                          | 12                          | 10                          | 14                          | 41                          | 51                          | 46                          |                             |                             |
| 2023./24.                    | I.                          | HNL                         | 6.                          | 10                          | 36                          | 10                          | 12                          | 14                          | 39                          | 47                          | 42                          |                             |                             |
| 2024./25.                    | I.                          | HNL                         | 4.                          | 10                          | 36                          | 11                          | 16                          | 9                           | 28                          | 24                          | 49                          |                             |                             |
| 2025./26.                    | I.                          | HNL                         |                             | 10                          | 36                          |                             |                             |                             |                             |                             |                             |                             |                             |

## Varaždin u europskim natjecanjima
| Sezona    | Natjecanje               | Kolo        | Protivnik   | Doma | U gostima | Ukupno |
| --------- | ------------------------ | ----------- | ----------- | ---- | --------- | ------ |
| 2025./26. | UEFA Konferencijska liga | 2. pretkolo | Santa Clara | 2:1  | 0:2       | 2:3    |

## Poznati igrači
- Leon Benko
- Petar Bočkaj
- Oliver Zelenika
- Dimitar Mitrovski

## Unutarnje poveznice
- NK Varaždin
- NK Varteks
- NK Sloboda Varaždin

## Vanjske poveznice
- Službene stranice  Arhivirana inačica izvorne stranice od 19. svibnja 2019. (Wayback Machine)
- Facebook
- Transfermarkt
- Profil, HNS Semafor